# アーサー・ウォーカー
アーサー・ジェフリー・ウォーカー（Arthur Geoffrey Walker FRS FRSE、1909年7月17日 - 2001年3月31日）は、イギリスの数学者。幾何学にも精通していたが、今日では一般相対性理論に2つの重要な貢献をしたことで最もよく知られている。
アインシュタイン方程式の厳密解であるフリードマン・ルメートル・ロバートソン・ウォーカー計量を考案した。エンリコ・フェルミとともに、フェルミ・ウォーカー微分という概念を導入した。

## 若年期
1909年7月17日にハートフォードシャー州ワトフォードで生まれた。父はコーチビルダーのアーサー・ジョン・ウォーカー（1879年生）、母はエレノア・ジョアン・ゴスリングだった。
ワトフォード・グラマー・スクールに通い、奨学金を得てオックスフォード大学ベリオール・カレッジに入学して数学を専攻し、First Class Honoursで卒業した。その後、エディンバラ大学大学院に進学し、アーサー・エディントンの指導のもとで博士号を取得した。

## キャリア
1935年にインペリアル・カレッジ・ロンドンの講師となり、翌年にはリバプール大学の純粋数学講師となり、1947年にシェフィールド大学の純粋数学教授に就任した。
1946年にエディンバラ王立協会のフェローに選出された。提案者はハロルド・スタンリー・ルース、エドマンド・テイラー・ホイッテーカー、デイビット・ギブ、ウィリアム・エッジだった。また、1947/49年のキース・メダルを受賞した。
1952年にリバプール大学に戻り、1962年に理学部長に就任した。1955年に王立協会フェローに選出され、1961年から1962年にかけて、王立協会の評議員を務めた。1962年から1963年にかけて、ロンドン数学会の会長を務めた。1974年に退職した。

## 出版物
- Harmonic Spaces (1962)
- An Introduction to Geometrical Cosmology (1975)

## 賞と栄誉
- 王立天文学会フェロー（1934年）[4]
- エディンバラ王立協会（英語版）フェロー（1946年）[7]
- ベリック賞（1947年）[2][4]
- キース・メダル（英語版）（1947-9年）[8]
- 王立協会フェロー（1955年）[2][4][7]

## 私生活
1939年にフィリス・アシュクロフト・フリーマン(Phyllis Ashcroft Freeman)と結婚した。2人は社交ダンスに長けていた。
2001年3月31日にチチェスターにおいて91歳で死去した。